# Letališče
Letališče ali aerodrom je površina na zemlji, vodi, snegu ali ledu, namenjena za pristajanje in vzletanje zrakoplovov ter nudi vse storitve za zadovoljevanje potreb, ki nastanejo zaradi te dejavnosti. Letališče je sestavljeno iz dveh delov: zračnega in zemeljskega. Razlika med njima je v funkcijah, ki ju opravljata.
Vzletišče ni letališče, saj predstavlja nižjo kategorijo kot pa letališče in je namenjeno samo lahkim letalom.

## Zračni del
Zračni del služi za potrebe zrakoplovov, najpogosteje letal. Sestavljajo ga:
- Vzletna-pristajalna steza (VPS)
- Vozne steze
- Ploščad

### Vzletna-Pristajalna steza (VPS)
Vzletna-pristajalna steza (VPS) je del zračnega dela letališča, kjer zrakoplovi lahko pristajajo ali vzletajo. VPS je lahko urejena površina (betonska ali asfaltno-betonska) ali neurejena (travnata, makadamska, itp).
Manjša in manj razvita letališča imajo navadno samo eno vzletno-pristajalno stezo krajšo od 1 km. Večja, mednarodna letališča imajo asfaltno-betonske ali betonske steze daljše od 2 km.

#### Dimenzije VPS
Na dolžino VPS vplivajo:
- referenčna dolžina letal: je dolžina, ki je potrebna da letalo pristane ali vzleti pri standardnih pogojih, le-ti so: nmv 0 m, vzdolžni naklon 0 %, pri temperaturi 15 °C, ipd.
- referenčna temperatura letališča: je povprečna maksimalna dnevna temperatura na letališču, v najtoplejšem mesecu.
- višina letališča: je nadmorska višina od kraja, na katerem se nahaja letališče
- naklon letališča: je naklon, ki jo ima VPS. Ta naklon je odvisen od terena, vendar je tudi zgradljiv. Optimalen naklon je 2,5 %.

Širina VPS: jo določijo mednarodne letalske organizacije in je odvisna od referenčne kode letališča. Priporočena je; toda ni nujna. Širina se giblje med 18 in 60 m.

#### Smer VPS
'VPS' se oblikuje v smeri najpogostejšega vetra, saj je s stališča varnosti, za pristajanje in vzletanje, boljše. V primerih, da je več najpogostejših vetrov, se gradijo VPS v različnih smereh.

#### Oblika VPS
VPS se oblikujejo na različne načine, odvisno od potreb letališč. Lahko štejemo štiri osnovne oblike VPS, in sicer:
- Enojna: ena steza v smeri najpogostejšega vetra. Po navadi za manjša letališča.
- Paralelna: dve vzporedni stezi za letališča z veliko število letov in z enim najpogostejšim vetrom.
- Križana: dve križani stezi pri letališčih z večjim številom najpogostejših vetrov.
- Odprta:

### Vozne steze
Vozne steze omogočajo gibanja zrakoplovov v notranjosti letališča. Služijo predvsem za povezovanje med ploščadjo in vzletno-pristajalno stezo. Širina voznih stez se giblje med 7,5 in 25 m in je odvisna od kategorije letališča. Poznamo:
- vhodne: samo za vhod v VPS
- Izhodne: samo za izhod iz VPS
- Vhodno-Izhodne: služijo za vhod oziroma izhod
- Paralelne: vzporedne z VPS
- Hitre izhodne: hitre izhodne iz VPS

### Ploščad
Ploščad je ravna površina za sprejem in odpremo zrakoplovov. Na ploščadi zrakoplovi parkirajo z različnimi nameni, in sicer:
- vkrcanje in izkrcanje potnikov
- natovarjanje in raztovarjanje tovora
- vzdrževanje
- popravilo zrakoplova

Velikost je odvisna od potreb letališč oziroma od števila istočasnih zrakoplovov na ploščadi. Oblika je odvisna od konfiguracije terminala. Sestavljajo jo:
- pozicije: prostor namenjen parkiranju zrakoplovov
- servisne ceste: služijo za gibanje tehnično-tehnoloških sredstev in opreme
- parkirišča za opremo in transportna sredstva

## Zemljski del
Zemljski del služi za potrebe potnikov in blaga. Sestavljajo ga:
- Potniški terminal
- Tovorni terminal
- Pristop na letališče
- Tehnično-tehnološka sredstva sprejema in odprave zrakoplov
- Objekti, površine, oprema in službe potrebne za obratovanje letališča

### Potniški terminal
Potniški terminal je zgradba, opremljena z vso potrebno opremo, ki je namenjena sprejemu in odpravi potnikov in prtljage. Oprema, ki jo ima letališče, je odvisna od količine in tipa potnikov, ki jih sprejme oziroma odpravi terminal. Na primer, pri mednarodnih letališčih, bo potrebno opravljati carinsko kontrolo, medtem ko pri domačih letališčih to ni potrebno.
Zgradbe se ločijo na tri glavne dele:
- Glavni je prvi prostor, v katerem se nahajajo potniki po vhodu na letališče in večinoma le-ta služi za potrebe odhajajočih potnikov ter njihove prtljage. V tem prostoru potniki opravljajo »check-in« in oddajo prtljago. Poleg pultov za »check-in« in raznih tekočih trakov za opravljanje s prtljago, je prostor opremljen tudi z raznimi trgovinami, restavracijami, bari, stranišči, bankami, ipd.

- vkrcalíšče je prostor na katerega prihajajo potniki iz glavnega prostora (odhajajoči potniki) ali iz drugih delov vkrcalíšča (tranzitni potniki). V tem se nahajajo vrata (angl. »Gate«) preko katerih potniki, dostopajo do transportnega sredstva. Prav tako kot glavni del, je ta opremljen z raznimi lokali, ki služijo za olajšanje bivanja potnikov na letališču.

- Kontrolna točka je meja med glavnim delom terminala in vkrcalíščem. V tej točki, odhajajoči potniki opravljajo razne kontrole, kot so: kontrola potnega lista in carina (v mednarodnem prometu), kontrola ročne prtljage in varnostna kontrola, ter kontrola kupona za vstop na letalo. Prihajajoči potniki, po prevzemu prtljage, opravijo še carinsko kontrolo in kontrolo potnega lista (v mednarodnem prometu) ter preverjanje lastništva prtljage.

#### Oblike potniških terminalov
Potniški terminali se načrtujejo glede na potrebe in velikosti letališč. Obstajajo v različnih oblikah, le-te pa se bolj ali manj prilagajajo potrebam.
- Enostavna konfiguracija je bolj primerna za manjša ali manj razvita letališča. Sestavljena je iz samo ene stavbe, ki zadostuje za potrebe odhajajočih in prihajajočih potnikov. Načeloma niso opremljene s posebno opremo za vkrcanje ali izkrcanje potnikov (aeromosti). Potniki izstopajo ali vstopajo do zrakoplova, ki se nahajajo na ploščadi, s pomočjo raznih sredstev (letališki avtobusi, letališke stopnice, itd.).

- Linearna
- Satelitska
- Figerska
- Hibridna

### Pristop do letališča
Ker zračni promet ne omogoča prevoza po sistemu od vrat do vrat, so za vsa letališča zelo pomembne povezave z drugimi transportnimi panogami. Povezave so lahko:
- Cestne: predstavljajo najpomembnejšo vrsto prometa, saj samo s tem zagotavlja prevoz po sistemu od vrat do vrat. Predstavljajo edino možnost za mala letališča.
- Železniške: predvsem velika letališča z velikim številom potnikov.
- Vodne: redke so take povezave, vendar primerne za letališča na otokih.
- Zračne: za povezovanje velikih letališč v notranjosti enega mesta.

## Tehnična-tehnološka sredstva sprejema in odprave zrakoplov

### Organizacija letališč
Ena od najbolj uporabnih metod za organizacijo zračnega prometa je sistem hub-and-spoke. Hubi so velika letališča, kjer se blago in potniki prekrcajo na spoke - končne destinacije blaga in potnikov, običajno manjša letališča. To omogoča, da imajo manjša letališča dostop do več različnih ciljev. Tako so se povezala tudi letališča, ki bi bila sicer brez dostopa. V večini primerov so s tem letala tudi bolje popolnjena, kar pomeni večjo ekonomičnost za letalske družbe.